# Shaler Halimon
Shaler Halimon jr. (Tampa, 30 marzo 1945 – Vancouver, 19 aprile 2021) è stato un cestista statunitense, professionista nella NBA e nella ABA.

## Carriera
Venne selezionato dai Philadelphia 76ers al primo giro del Draft NBA 1968 (14ª scelta assoluta).